# Міжнародна організація радіомовлення та телебачення
Міжнародна організація радіомовлення і телебачення (фр. Organisation Internationale de Radiodiffusion et de Télévision, або OIRT (до 1960 року фр. Organisation Internationale de Radiodiffusion (OIR)) — міжнародна організація мовних організацій (як правило державних) існувала в 1946—1993 рр. Організація просувала інтереси мовних компаній, допомагала в пошуку міжнародного сприяння та рішення в будь-яких питаннях, що стосувалися мовлення, вивчала і розробляла всі заходи, основною метою яких було розвиток мовлення, створювала зв'язок і забезпечувала обмін інформацією між ними.

## Історія
У 1929 році RRG, BBC, PTT, EIAR, INR, AVRO, CLR, SR, Radiotjänst, Yle, NRK, RAVAG, SRG, Unión Radio, PTR, Radiojournal, MTR, Radio Bucureşti, Радіо Београд, Ankara Radyosu, VRF, LR, RRH і НКПЧ СРСР створили Міжнародний мовний союз (International Broadcasting Union, IBU). У ході подальшої радіофікації країн в IBU були прийняті Радіо Єгипет (1934), ENR (1935), Радіо Софія (1936), ΥΡΕ (1938), Radio Tirana (1938).

### IBU і OIRT (1946—1950)
Без участі BBC 26 членів організації заснували OIR 28 червня 1946 року. На наступний день, на Генеральній Асамблеї Міжнародного союзу мовників (General Assembly of the International Broadcasting Union), була спроба розпустити це утворення, але ініціатива не набрала достатньої більшості голосів. RDF (спільно з мовниками-сателітами підмандатні території і протекторатів — Radio Damascus, Radio Liban, Radio Tunis і Radio Maroc), Rai, INR, NRU, CLR, Radio Monte Carlo, PTR, Radiojournal, Rádióélet, Radio România, Радіо Софія, Радіо Београд, Radio Tirana, Радіокомітет СРСР, Радіокомітет УРСР, Радіокомітет БССР, Радіокомітет МРСР, Радіокомітет Литовської РСР, Радіокомітет Латвійської РСР і Радіокомітет Естонської РСР (18 з 28 членів) вийшли з IBU і стали співзасновниками нового OIR. У 1946 році новий OIR розмістився в будівлі IBU, в Брюсселі. Технічні дії здійснювалися знову під керівництвом двох голів, один з яких був від Радянського Союзу, а інший — від Франції.

### EBU і OIRT (1950—1993)
У 1950 році RTF, Rai, INR, NRU, CLR, Radio Monte Carlo і Радіо Београд вийшли з OIR і спільно з BBC, SR, Radiotjänst, NRK, ENR, ЕІР, Ankara Radyosu і Yle (зберегла членство в OIR) створили EBU. Як наслідок, OIR і його технічний центр був переміщений з Брюсселя в Прагу в 1950 році. Персонал з Бельгії та інших західних країн, деякі з яких були задіяні навіть до війни, залишилися в Брюсселі, і центр став технічним центром нового EBU. У 1951 році в OIRT вступило Головне управління Німецького демократичного радіо (з 1953 року Державний комітет НДР по радіомовленню), в 1968 році — Державний комітет НДР по телебаченню. Пізніше в OIRT увійшли RTA (Алжир, 1962, в 1969 році перейшов в EBU), VOV (В'єтнам, 1956), ERTU (Єгипет), CCBC (Китай, 1952), KCBC (Корея (КНДР), 1953), ICRT (1962, Куба), ORTAS (Сирія), Іракське радіо і МРТУХ (МНР, Монголія). 1 січня 1993 року OIRT саморозпустилася, РДТРК «Останкіно», ВГТРК, TVP, PR, TVR, RR, CT, CRO, STV, SRO, MTV, MR, БНТ, БНР, LRT, LTV, LR, ER, ETV, ДТРК України, Держтелерадіо Республіки Білорусь і RTN увійшли в EBU (Deutscher Fernsehfunk і Rundfunk der DDR припинили існування 1 січня 1992 року).

## Члени
Членами OIRT були :
- Німеччина (НДР):
  - З 1952 року — Державний комітет НДР по радіомовленню, з 1990 року — Rundfunk der DDR
  - C 1968 року — Державний комітет НДР по телебаченню, з 1990 року — Deutscher Fernsehfunk
- СРСР — Державний комітет СРСР по телебаченню і радіомовленню, з лютого 1991 року — Всесоюзна державна телерадіокомпанія
- Росія :
  - З 1990 р — Всеросійська державна телерадіокомпанія
  - з 1991 р — Російська державна телерадіокомпанія «Останкіно»
- Фінляндія (одночасно була членом EBU) — Yleisradio Oy
- Польща — Комітет у справах радіо і телебачення ПНР, з 1992 року — ** Polskie Radio SA
  - TVP SA
- Чехословаччина — Чехословацький радіо і Чехословацький телебачення
- Угорщина — Угорський радіо і Угорське телебачення
- Румунія (на початок 1972) — Національна рада Румунського радіо і телебачення
- Болгарія — Болгарське радіо і Болгарське Телебачення
- Албанія — Радіо Тирана (до 1960-х рр.)
- Естонія — Державний комітет Естонської РСР по телебаченню і радіомовленню, з 1990 року:
  - естонське радіо
  - естонське телебачення
- Латвія — Державний комітет Латвійської РСР по телебаченню і радіомовленню, з 1990 року:
  - латвійське радіо
  - латвійське телебачення
- Литва — Державний комітет Литовської РСР по телебаченню і радіомовленню, з 1990 р — Литовське радіо і телебачення
- Молдавська РСР — Державний комітет Молдавської РСР по телебаченню і радіомовленню, з 1990 р — Національне радіо і телебачення
- Україна — Державний комітет УРСР по телебаченню і радіомовленню, з 1991 року — Державна телерадіокомпанія України)
- Білорусь — Державний комітет Білоруської РСР (з 1991 р - Республіки Білорусь) по телебаченню і радіомовленню

## Управління
Вищий орган — загальні збори (L'Assemblée générale), що складався з телерадіокомпаній-членів, між загальними зборами — рада директорів (Conseil d'administration), яка обирається загальними зборами, вищі посадові особи — президент (в 1946—1950 рр. 2 президента — від СРСР і Франції) і генеральний секретар.

## Інтербачення
Міжнародна організація телебачення в рамках OIRT для здійснення обміну програмами між вхідними в неї телерадіомовлення і підготовки програм, що передаються по її мережі. Створена в січні 1960 року, саморозпустилася разом з OIRT. Резиденція знаходилася в Празі. Вищий орган — Рада (в який входило по одному члену від кожної з телеорганізацій, голова змінювався в порядку черговості кожні 2 роки), Координаційна технічний центр і Центр з координації програм. Власними творчими об'єднаннями (студіями, редакціями, дирекціями) і кореспондентськими пунктами не володіло, прямі трансляції велися безпосередньо організацією мовлення країни місця події через передавальний центр в Празі.

### Члени
- Фінляндія — Yleisradio Oy
- Німеччина (НДР) — Державний комітет НДР по телебаченню, з 1990 року — Deutscher Fernsehfunk (до 1992 року)
- Польща — Комітет у справах радіо і телебачення, з 1992 року АТ " Польське телебачення "
- Чехословаччина — Чехословацьке телебачення
- Угорщина — Угорське телебачення
- Румунія — Національна рада Румунського радіо і телебачення
- Болгарія — Болгарське телебачення
- СРСР — Державний комітет СРСР по телебаченню і радіомовленню, з лютого 1991 року — Всесоюзна державна телерадіокомпанія
- Росія :
  - З 1990 року — Всеросійська державна телерадіокомпанія
  - від 27 грудня 1991 року — Російська державна телерадіокомпанія «Останкіно»
- Україна — Державний комітет Української РСР по телебаченню і радіомовленню, з 1991 року — Державна телерадіокомпанія України
- Білорусія — Державний комітет Білоруської РСР по телебаченню і радіомовленню, з 1991 року — Державний комітет Республіки Білорусь по телебаченню і радіомовленню
- Молдавія — Державний комітет Молдавської РСР по телебаченню і радіомовленню, з 1991 року — Національне радіо і телебачення
- Литва — Державний комітет Литовської РСР по телебаченню і радіомовленню, з 1990 року — Литовське радіо і телебачення
- Латвія — Державний комітет Латвійської РСР по телебаченню і радіомовленню, з 1990 року — Латвійське телебачення
- Естонія — Державний комітет Естонської РСР по телебаченню і радіомовленню, з 1990 року — Естонське телебачення

В роботі також брали участь:
- Югославія :
  - Радіо і телебачення Белграда
  - Радіо і телебачення Любляни
  - Радіо і телебачення Загреба
  - Радіо і телебачення Сараєво
  - Радіо і телебачення Тітограда
  - Радіо і телебачення Скоп'є

### Очільники Ради
- Валентин Лазуткін (1987—1992)[5]

### Директори
- Жанна Фоміна (1982—1987)[6]

### Директори Координаційного технічного центру
- Хенрік Юшкявічюс (1966—1971)

## Заходи

### Міжнародний телевізійний фестиваль
OIRT була одним з організаторів проведеного з 1964 року міжнародного телевізійного фестивалю «Злата Прага», на якому телевізійним фільмам вручалися призи Інтербачення. Наприклад, в конкурсі 1973 року в Празі почесний диплом отримав фільм «Солдат — син солдата» Ленінградської студії документальних фільмів (режисер О. Куликов, оператор В. Петров). Серед інших переможців телевізійного конкурсу Інтербачення фільми " Діти як діти ", " Анюта ", " Старший син ", Старе танго.

### Міжнародний пісенний конкурс
OIRT організовувала пісенний конкурс країн Інтербачення. У 1977-80 в рамках чотирьох Міжнародних фестивалів пісні в Сопоті, також проводився Конкурс Інтербачення (Okres Interwizji) (який мав значення найважливішого конкурсу з двох). Але в 1980-82 року конкурс не проводився через заворушень в Польщі. У 1983 році він проходив в семи містах, включаючи Тампере, Москву, Варшаву, Софію, Прагу (остання приймала учасників двічі, в тому числі в фінальний вечір). У 2008 році була зроблена спроба відродити конкурс в Сочі.
Нижче вказано список переможців конкурсу пісні Інтербачення за весь час його існування
| рік   | Дата         | Місце проведення | Переможець                                                   | Виконавець         | Пісня                               | Мова      | Переклад         |
| ----- | ------------ | ---------------- | ------------------------------------------------------------ | ------------------ | ----------------------------------- | --------- | ---------------- |
| 1977  | 24-27 серпня | Сопот            | Чехословацьке телебачення (Чехословаччина)                   | Гелена Вондрачкова | «Malovaný džbánku»                  | Словацька | Писаний глечик   |
| +1978 | 23-26 серпня | Сопот            | Державний комітет СРСР по телебаченню і радіомовленню (СРСР) | Алла Пугачова      | «Все можуть королі»                 | Російська | -                |
| 1979  | 22-25 серпня | Сопот            | Комітет ПНР по телебаченню і радіомовленню (Польща)          | Чеслав Немен       | «Nim przyjdzie wiosna»              | Польська  | До приходу весни |
| 1980  | 20-23 серпня | Сопот            | Yleisradio Oy (Фінляндія)                                    | Маріон Рунг        | «Where Is the Night» («Hyvästi yö») | Фінська   | Прощальний вечір |

### Інші заходи
Також OIRT була одним з організаторів спортивних змагань «Кубок Інтербачення».

## Періодичні друковані видання
- Журнал «Радіо і телебачення» (англійською, французькою, російською, німецькою мовами)
- Журнал «Інформація OIRT».